# Mialet (Gard)
Pour les articles homonymes, voir Mialet.
Mialet est une commune française située dans le nord du département du Gard en région Occitanie.
Exposée à un climat méditerranéen, elle est drainée par le Gard, l'Amous et par divers autres petits cours d'eau. Incluse dans les Cévennes, la commune possède un patrimoine naturel remarquable : deux sites Natura 2000 (la « vallée du Gardon de Mialet » et la « vallée du Galeizon ») et quatre zones naturelles d'intérêt écologique, faunistique et floristique.
Mialet est une commune rurale qui compte 629 habitants en 2022, après avoir connu un pic de population de 1 566 habitants en 1793. Elle fait partie de l'aire d'attraction d'Alès. Ses habitants sont appelés les Mialetains ou  Mialetaines.
Le patrimoine architectural de la commune comprend un immeuble protégé au titre des monuments historiques : le pont des Camisards, classé en 1974.

## Géographie

### Localisation
Mialet est une commune située dans le nord-ouest du département du Gard, limitrophe de la Lozère. Elle se trouve à quelques kilomètres d'Alès, de Saint-Jean-du-Gard et d'Anduze.

### Communes limitrophes
Les communes limitrophes sont  Générargues, Saint-Jean-du-Gard, Saint-Martin-de-Boubaux, Saint-Paul-la-Coste, Saint-Sébastien-d'Aigrefeuille, Saint-Étienne-Vallée-Française et Thoiras-Corbès.
| Saint-Étienne-Vallée-Française (Lozère) | Saint-Martin-de-Boubaux (Lozère) | Saint-Paul-la-Coste            |
| Saint-Jean-du-Gard                      | Mialet                           | Saint-Sébastien-d'Aigrefeuille |
|                                         | Thoiras                          | Générargues                    |

### Hameaux et lieux-dits
Elle est composée de sept hameaux : Luziers, les Puechs, le Mas Soubeyran, Paussan, le Village, les Aigladines, Brugairolles et Pegairolles.
C'est sur cette commune que se trouve le Mas Soubeyran, hameau cévenol typique qui abrite le Musée du Désert, haut lieu de la résistance des protestants durant les XVIIe et XVIIIe siècles.

### Climat
Pour des articles plus généraux, voir Climat de l'Occitanie et Climat du Gard.
En 2010, le climat de la commune est de type climat méditerranéen franc, selon une étude s'appuyant sur une série de données couvrant la période 1971-2000. En 2020, Météo-France publie une typologie des climats de la France métropolitaine dans laquelle la commune est dans une zone de transition entre le climat de montagne et le climat méditerranéen et est dans la région climatique Provence, Languedoc-Roussillon, caractérisée par une pluviométrie faible en été, un très bon ensoleillement (2 600 h/an), un été chaud (21,5 °C), un air très sec en été, sec en toutes saisons, des vents forts (fréquence de 40 à 50 % de vents > 5 m/s) et peu de brouillards.
Pour la période 1971-2000, la température annuelle moyenne est de 13,2 °C, avec une amplitude thermique annuelle de 16,9 °C. Le cumul annuel moyen de précipitations est de 1 272 mm, avec 7,7 jours de précipitations en janvier et 3,9 jours en juillet. Pour la période 1991-2020, la température moyenne annuelle observée sur la station météorologique la plus proche, située sur la commune de Générargues à 5 km à vol d'oiseau, est de 14,2 °C et le cumul annuel moyen de précipitations est de 1 239,7 mm,. Pour l'avenir, les paramètres climatiques de la commune estimés pour 2050 selon différents scénarios d'émission de gaz à effet de serre sont consultables sur un site dédié publié par Météo-France en novembre 2022.

### Milieux naturels et biodiversité

#### Espaces protégés
La protection réglementaire est le mode d’intervention le plus fort pour préserver des espaces naturels remarquables et leur biodiversité associée,.
Dans ce cadre, la commune fait partie de l'aire d'adhésion du Parc national des Cévennes. Ce  parc national, créé en 1967, est un territoire de moyenne montagne formé de cinq entités géographiques : le massif de l'Aigoual, le causse Méjean avec les gorges du Tarn et de la Jonte, le mont Lozère, les vallées cévenoles ainsi que le piémont cévenol.
La commune fait partie de la zone de transition des Cévennes, un territoire d'une superficie de 116 032 ha reconnu réserve de biosphère par l'UNESCO en 1985 pour la mosaïque de milieux naturels qui la composent et qui abritent une biodiversité exceptionnelle, avec 2 400 espèces animales, 2 300 espèces de plantes à fleurs et de fougères, auxquelles s’ajoutent d’innombrables mousses, lichens, champignons,.

#### Réseau Natura 2000

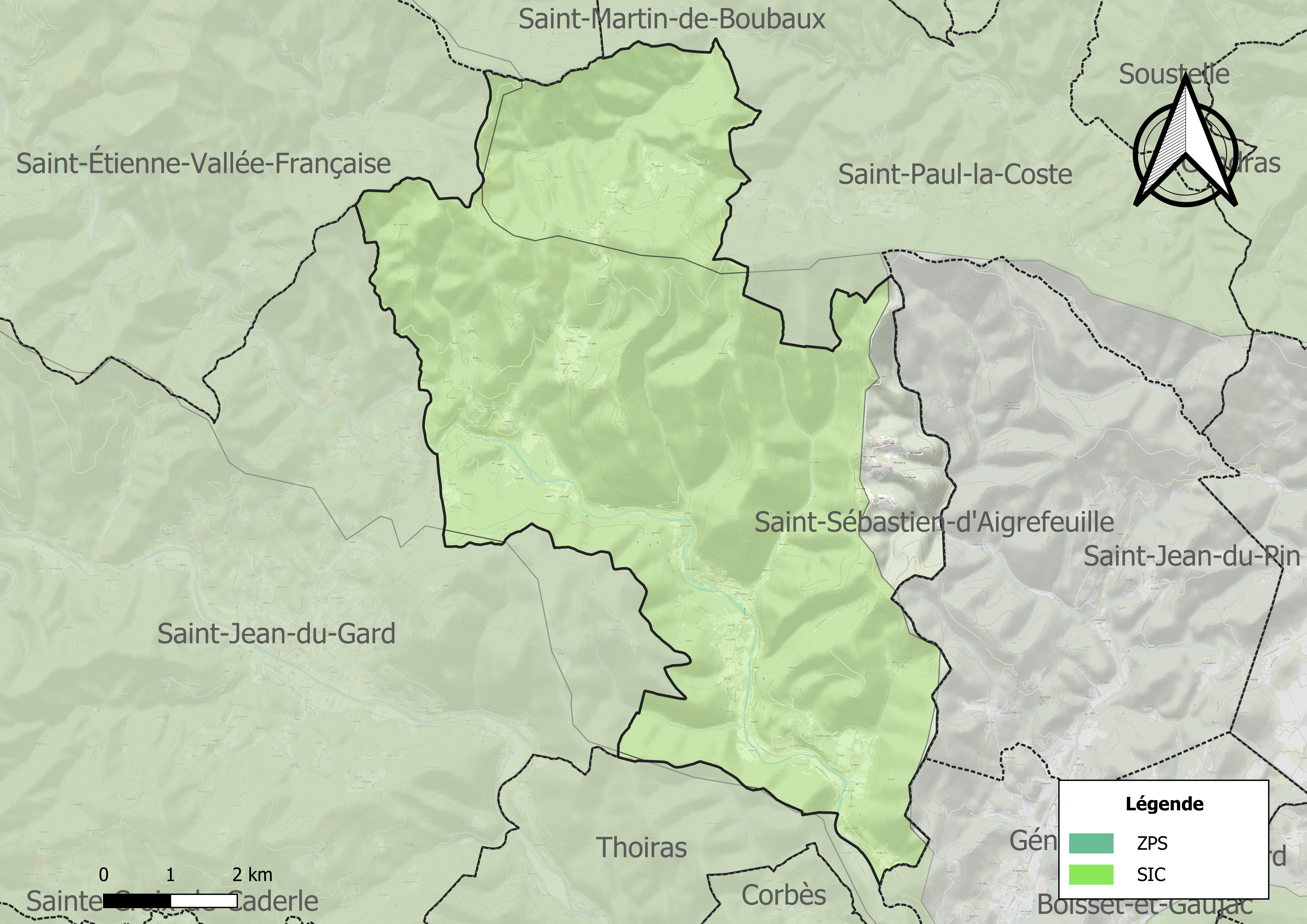
Sites Natura 2000 sur le territoire communal.

Le réseau Natura 2000 est un réseau écologique européen de sites naturels d'intérêt écologique élaboré à partir des directives habitats et oiseaux, constitué de zones spéciales de conservation (ZSC) et de zones de protection spéciale (ZPS).
Deux sites Natura 2000 ont été définis sur la commune au titre de la directive habitats :
- la « vallée du Gardon de Mialet », d'une superficie de 23 371 ha, abritant des populations de poissons d'intérêt communautaire, notamment le Barbeau méridional (Barbus meridionalis), mais aussi le Castor et l'Écrevisse à pattes blanches[16] ;
- la « vallée du Galeizon », d'une superficie de 8 637 ha, une vallée très enclavée est restée sauvage. On y remarque une pinède de Pin de Salzmann, des landes sèches à Ciste de Pouzolz (Cistus pouzolzii) et des ravins humides qui abritent de nombreuses fougères[17].

#### Zones naturelles d'intérêt écologique, faunistique et floristique
L’inventaire des zones naturelles d'intérêt écologique, faunistique et floristique (ZNIEFF) a pour objectif de réaliser une couverture des zones les plus intéressantes sur le plan écologique, essentiellement dans la perspective d’améliorer la connaissance du patrimoine naturel national et de fournir aux différents décideurs un outil d’aide à la prise en compte de l’environnement dans l’aménagement du territoire.
Trois ZNIEFF de type 1 sont recensées sur la commune :
- la « forêt domaniale des Gardons et versant sud de la montagne de la Vieille Morte » (3 041 ha), couvrant 5 communes dont 3 dans le Gard et 2 dans la Lozère[19] ;
- le « massif du Bois Nègre et de Bois de Rouville » (1 252 ha), couvrant 4 communes du département[20] ;
- les « vallons autour du ruisseau de Roquefeuil » (2 146 ha), couvrant 3 communes du département[21] ;

et une ZNIEFF de type 2, : 
les « Hautes vallées des Gardons » (73 898 ha), couvrant 48 communes dont 27 dans le Gard et 21 dans la Lozère.

Carte des ZNIEFF de type 1 et 2 à Mialet.
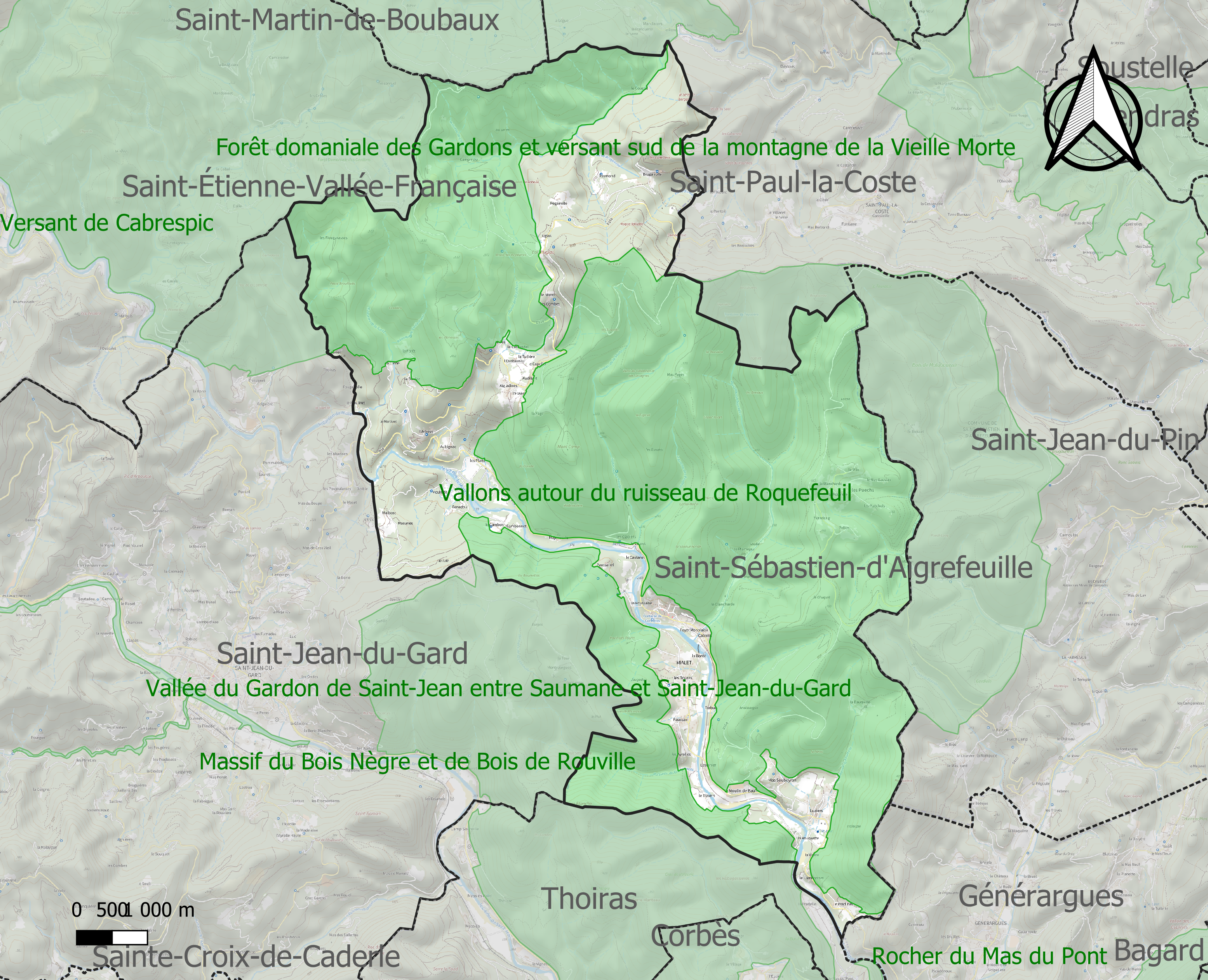
Carte des ZNIEFF de type 1 sur la commune.
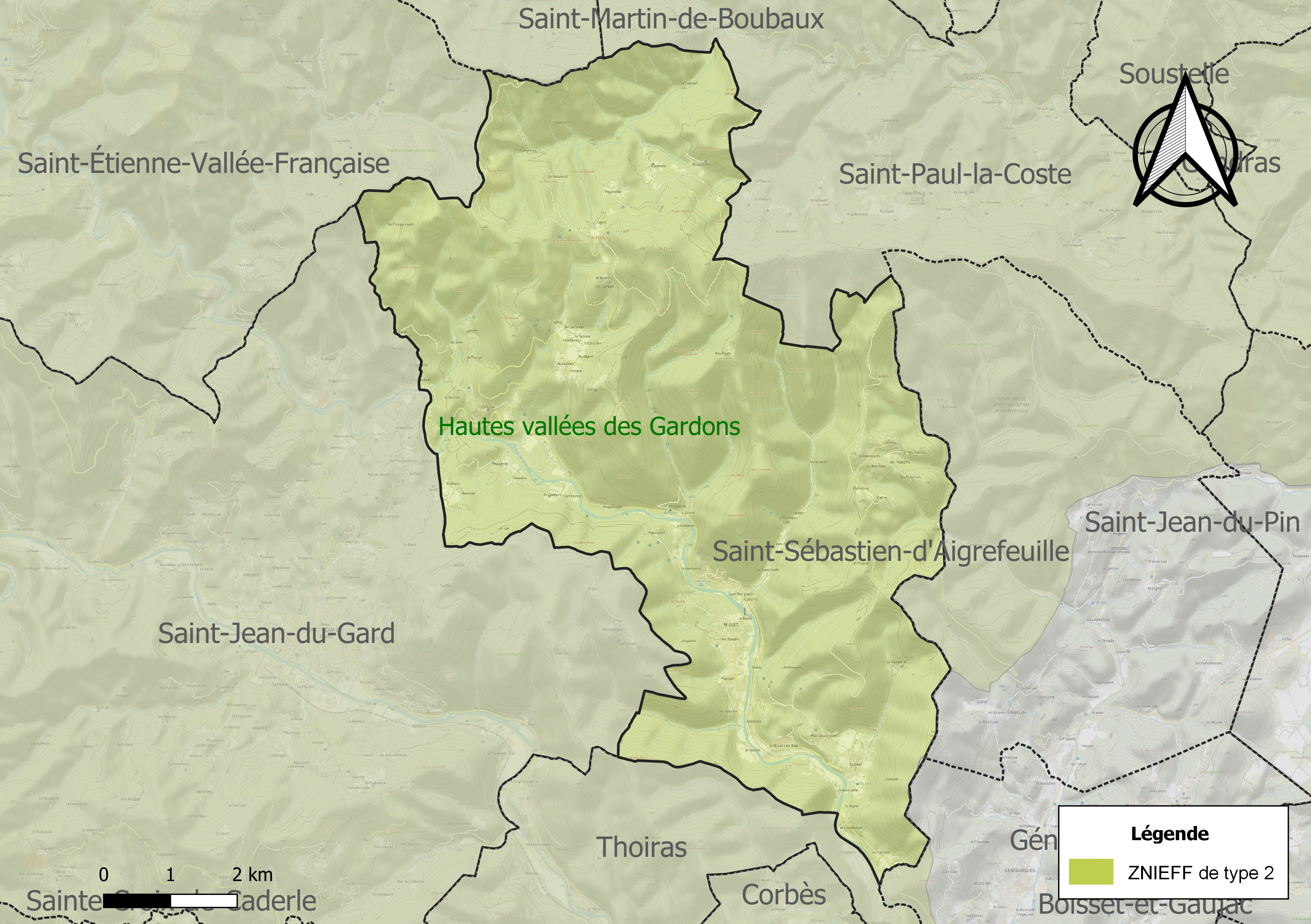
Carte de la ZNIEFF de type 2 sur la commune.

## Urbanisme

### Typologie
Au 1er janvier 2024, Mialet est catégorisée commune rurale à habitat dispersé, selon la nouvelle grille communale de densité à sept niveaux définie par l'Insee en 2022.
Elle est située hors unité urbaine. Par ailleurs la commune fait partie de l'aire d'attraction d'Alès, dont elle est une commune de la couronne,. Cette aire, qui regroupe 64 communes, est catégorisée dans les aires de 50 000 à moins de 200 000 habitants,.

### Occupation des sols
L'occupation des sols de la commune, telle qu'elle ressort de la base de données européenne d’occupation biophysique des sols Corine Land Cover (CLC), est marquée par l'importance des forêts et milieux semi-naturels (87,2 % en 2018), en diminution par rapport à 1990 (88,3 %). La répartition détaillée en 2018 est la suivante : 
forêts (68,5 %), milieux à végétation arbustive et/ou herbacée (18,8 %), zones agricoles hétérogènes (7,1 %), prairies (5,6 %). L'évolution de l’occupation des sols de la commune et de ses infrastructures peut être observée sur les différentes représentations cartographiques du territoire : la carte de Cassini (XVIIIe siècle), la carte d'état-major (1820-1866) et les cartes ou photos aériennes de l'IGN pour la période actuelle (1950 à aujourd'hui).

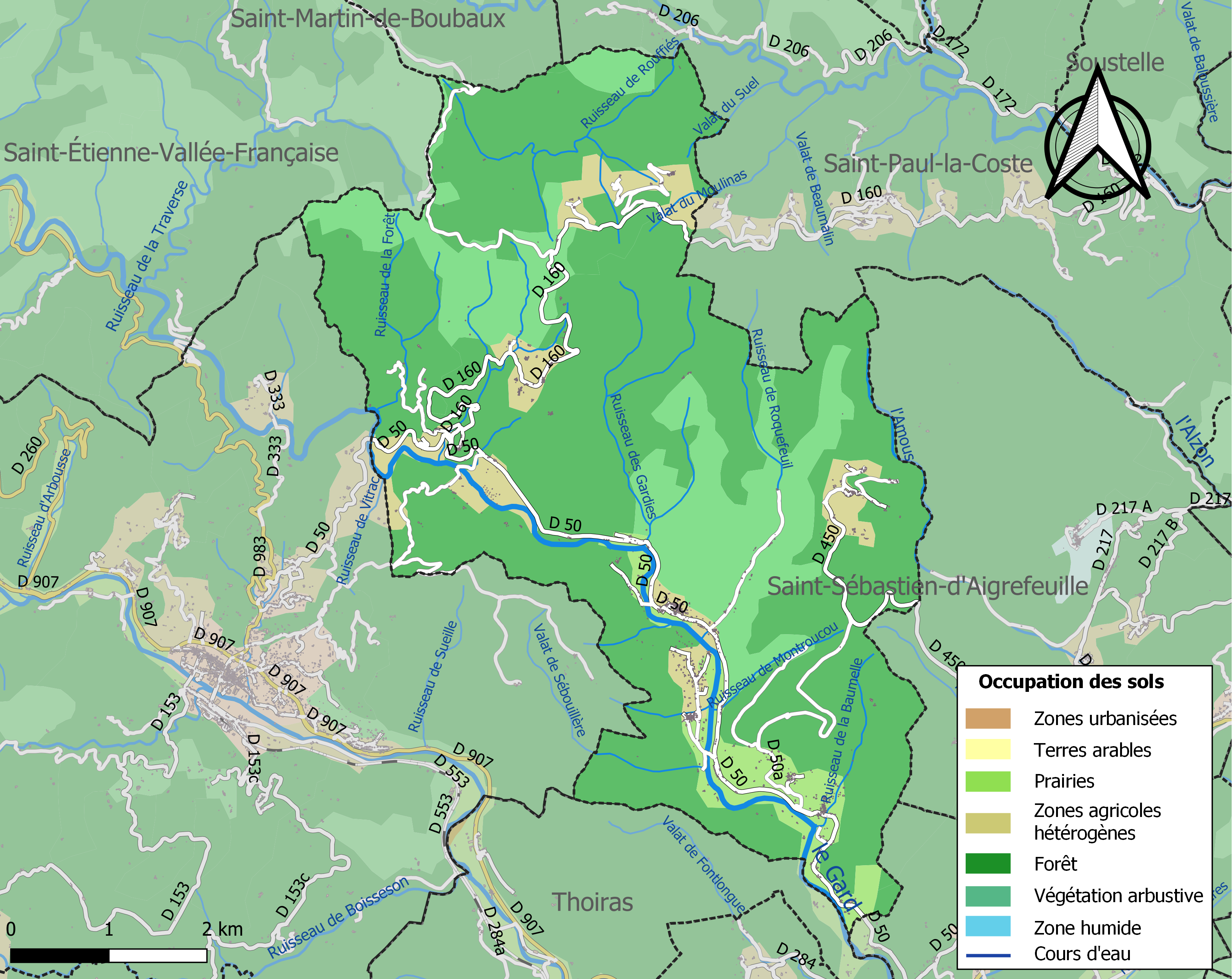
Carte des infrastructures et de l'occupation des sols de la commune en 2018 (CLC).

### Risques majeurs
Le territoire de la commune de Mialet est vulnérable à différents aléas naturels : météorologiques (tempête, orage, neige, grand froid, canicule ou sécheresse), inondations, feux de forêts, mouvements de terrains et séisme (sismicité faible). Il est également exposé à un risque particulier : le risque de radon. Un site publié par le BRGM permet d'évaluer simplement et rapidement les risques d'un bien localisé soit par son adresse soit par le numéro de sa parcelle.

#### Risques naturels
Certaines parties du territoire communal sont susceptibles d’être affectées par le risque d’inondation par débordement de cours d'eau et par une crue torrentielle ou à montée rapide de cours d'eau, notamment le Gard. La commune a été reconnue en état de catastrophe naturelle au titre des dommages causés par les inondations et coulées de boue survenues en 1982, 1987, 1995, 1998, 2002, 2008, 2014 et 2020,.

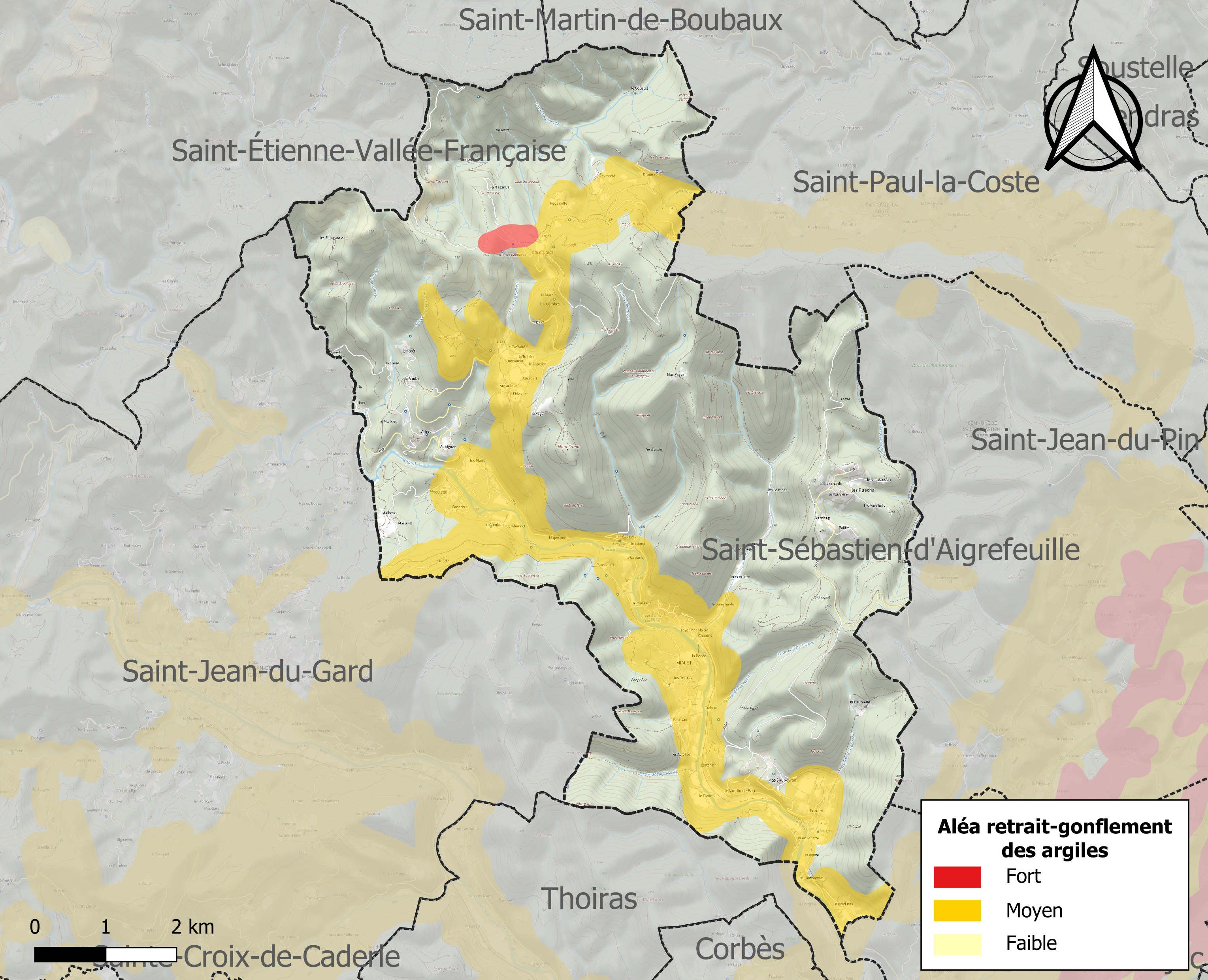
Carte des zones d'aléa retrait-gonflement des sols argileux de Mialet.

La commune est vulnérable au risque de mouvements de terrains constitué principalement du retrait-gonflement des sols argileux. Cet aléa est susceptible d'engendrer des dommages importants aux bâtiments en cas d’alternance de périodes de sécheresse et de pluie. 23,2 % de la superficie communale est en aléa moyen ou fort (67,5 % au niveau départemental et 48,5 % au niveau national). Sur les 526 bâtiments dénombrés sur la commune en 2019, 390 sont en aléa moyen ou fort, soit 74 %, à comparer aux 90 % au niveau départemental et 54 % au niveau national. Une cartographie de l'exposition du territoire national au retrait gonflement des sols argileux est disponible sur le site du BRGM,.
Par ailleurs, afin de mieux appréhender le risque d’affaissement de terrain, l'inventaire national des cavités souterraines permet de localiser celles situées sur la commune.

#### Risque particulier
Dans plusieurs parties du territoire national, le radon, accumulé dans certains logements ou autres locaux, peut constituer une source significative d’exposition de la population aux rayonnements ionisants. Certaines communes du département sont concernées par le risque radon à un niveau plus ou moins élevé. Selon la classification de 2018, la commune de Mialet est classée en zone 3, à savoir zone à potentiel radon significatif.

## Toponymie
Provençal Mialet, du roman Melet, Mellet, du latin Meletum.
Ses habitants se nomment les Mialétains et les Mialétaines.

## Histoire

### Préhistoire
- Enceinte préhistorique sur les collines environnantes (Sauque Ronde, 451 m).

### Moyen Âge
- Poste fortifié en bordure d'une bretelle de chemin de Regordane reliant Nîmes à Gergovie (route des Arvernes),
- Dans une charte de Philippe le Bel est cité le Sieur « Hugue de Melete ».
- Hugues de Melet, chevalier, rend hommage aux descendants de Bernard Pelet, seigneur d'Alais, en 1253[32].

### Époque moderne
Deux compoix des années 1598 et 1647 donnent des informations sur la vie de la cité à cette époque.
- Sont recensés : 18 cardeurs, 18 tisserands, 4 meuniers (à plein temps), 1 boulanger, 1 tailleur, plusieurs chapeliers, muletiers, cabaretiers, maçons, et un notaire à certaines périodes.
- Les cultures sont variées, de nombreuses terrasses (bancels ou faïsses) témoignent d'une activité importante, oliviers, châtaigniers et début du mûrier.
- Une dizaine de moulins (à huile et à grain) et plusieurs fours à chaux sont en exploitation.
- La population, de l'ordre de 2 000 habitants, est répartie sur les huit hameaux — Mialet, Paussan, Luziers, le Mas Soubeyran regroupent 60 % de celle-ci.

Mialet adopte la religion réformée. En 1560, premier synode provincial aux Aigladines, et en 1613, levée d'impôts pour agrandir le temple. Malgré la paix d'Alais en 1629, la tension monte entre le pouvoir central et les protestants. Louis XIV révoque l'Édit de Nantes (1685). Mialet entre dans une période difficile. Les mesures draconiennes prises par le pouvoir pour ramener les protestants dans le giron de l'Église catholique, font que ceux-ci se soulèvent et prennent les armes. Ils deviennent les Camisards, et avec une troupe d'un millier de combattants, paysans et artisans, tiennent tête à une armée de 30 000 hommes. C'est une guerre sans pitié. En mars 1703, 670 habitants de Mialet, dont 180 enfants, sont déportés en Roussillon. La démolition des maisons n'étant pas assez rapide, le roi autorise le brûlement des Cévennes. En 1704, cessation de combats après négociation entre chefs camisards et représentants du roi. La religion reste sous haute surveillance, mais fidèle à la religion réformée.
En 1709, hiver d'une extrême rigueur : tous les oliviers sont détruits.

### Révolution française et Empire
L'Édit de tolérance en 1787, accorde un état civil aux protestants. Ils retrouvent leurs droits civiques en décembre 1789, et leur temple, en 1837. Entre-temps ils célèbrent leur culte dans l'église Saint-André.

### Époque contemporaine
Deux filatures et une fabrique de lacets sont installées en bordure du Gardon pour filer et utiliser de la soie. Elles cessent leurs activités entre 1900 et 1930.
L'élevage du ver à soie s'arrête dans les années cinquante. Les charbonnières, nombreuses pendant la dernière guerre, ne fument plus lorsque les gazogènes sont abandonnés. Le moulin de la Bonté et celui de Trabuc s'arrêtent dans les mêmes années. Les châtaigneraies séculaires sont décimées par une maladie dans les années soixante.

## Politique et administration

### Liste des maires
| Période                                  | Période  | Identité           | Étiquette | Qualité              |
| ---------------------------------------- | -------- | ------------------ | --------- | -------------------- |
| mars 2001                                | 2014     | Gilbert Rouanet    | PS        |                      |
| mars 2014                                | 2020     | Jean-Marc Verseils | DVD       | Agriculteur retraité |
| 2020                                     | En cours | Jack Verriez       | DVG       |                      |
| Les données manquantes sont à compléter. |          |                    |           |                      |

## Population et société

### Démographie
L'évolution du nombre d'habitants est connue à travers les recensements de la population effectués dans la commune depuis 1793. Pour les communes de moins de 10 000 habitants, une enquête de recensement portant sur toute la population est réalisée tous les cinq ans, les populations de référence des années intermédiaires étant quant à elles estimées par interpolation ou extrapolation. Pour la commune, le premier recensement exhaustif entrant dans le cadre du nouveau dispositif a été réalisé en 2006.

En 2022, la commune comptait 629 habitants, en évolution de +1,13 % par rapport à 2016 (Gard : +2,97 %, France hors Mayotte : +2,11 %).
| 1793  | 1800  | 1806  | 1821  | 1831  | 1836  | 1841  | 1846  | 1851  |
| ----- | ----- | ----- | ----- | ----- | ----- | ----- | ----- | ----- |
| 1 566 | 1 392 | 1 515 | 1 437 | 1 381 | 1 358 | 1 400 | 1 421 | 1 388 |

| 1856  | 1861  | 1866  | 1872  | 1876  | 1881  | 1886  | 1891  | 1896  |
| ----- | ----- | ----- | ----- | ----- | ----- | ----- | ----- | ----- |
| 1 400 | 1 322 | 1 237 | 1 171 | 1 134 | 1 102 | 1 100 | 1 053 | 1 013 |

| 1901 | 1906 | 1911 | 1921 | 1926 | 1931 | 1936 | 1946 | 1954 |
| ---- | ---- | ---- | ---- | ---- | ---- | ---- | ---- | ---- |
| 935  | 937  | 896  | 665  | 633  | 561  | 524  | 489  | 460  |

| 1962 | 1968 | 1975 | 1982 | 1990 | 1999 | 2006 | 2011 | 2016 |
| ---- | ---- | ---- | ---- | ---- | ---- | ---- | ---- | ---- |
| 427  | 371  | 354  | 449  | 511  | 539  | 557  | 598  | 622  |

| 2021 | 2022 | - | - | - | - | - | - | - |
| ---- | ---- | - | - | - | - | - | - | - |
| 626  | 629  | - | - | - | - | - | - | - |

## Économie

### Revenus
En 2018  (données Insee publiées en septembre 2021), la commune compte 277 ménages fiscaux, regroupant 562 personnes. La médiane du revenu disponible par unité de consommation est de 20 130 € (20 020 € dans le département).

### Emploi
|                | 2008   | 2013   | 2018   |
| -------------- | ------ | ------ | ------ |
| Commune        | 8,6 %  | 10,8 % | 13,7 % |
| Département    | 10,6 % | 12 %   | 12 %   |
| France entière | 8,3 %  | 10 %   | 10 %   |

En 2018, la population âgée de 15 à 64 ans s'élève à 358 personnes, parmi lesquelles on compte 69,2 % d'actifs (55,5 % ayant un emploi et 13,7 % de chômeurs) et 30,8 % d'inactifs,. En  2018, le taux de chômage communal (au sens du recensement) des 15-64 ans est supérieur à celui de la France et du département, alors qu'il était inférieur à celui du département en 2008.
La commune fait partie de la couronne de l'aire d'attraction d'Alès, du fait qu'au moins 15 % des actifs travaillent dans le pôle,. Elle compte 86 emplois en 2018, contre 85 en 2013 et 79 en 2008. Le nombre d'actifs ayant un emploi résidant dans la commune est de 202, soit un indicateur de concentration d'emploi de 42,6 % et un taux d'activité parmi les 15 ans ou plus de 45,7 %.
Sur ces 202 actifs de 15 ans ou plus ayant un emploi, 67 travaillent dans la commune, soit 33 % des habitants. Pour se rendre au travail, 82,2 % des habitants utilisent un véhicule personnel ou de fonction à quatre roues, 1,5 % les transports en commun, 6,5 % s'y rendent en deux-roues, à vélo ou à pied et 9,9 % n'ont pas besoin de transport (travail au domicile).

### Activités hors agriculture
48 établissements sont implantés  à Mialet au 31 décembre 2019. Le tableau ci-dessous en détaille le nombre par secteur d'activité et compare les ratios avec ceux du département,.
| Secteur d'activité                                                                                        | Commune | Commune | Département |
| Secteur d'activité                                                                                        | Nombre  | %       | %           |
| --- | ------- | ------- | ----------- |
| Ensemble                                                                                                  | 48      |         |             |
| Industrie manufacturière, industries extractives et autres                                                | 4       | 8,3 %   | (7,9 %)     |
| Construction                                                                                              | 8       | 16,7 %  | (15,5 %)    |
| Commerce de gros et de détail, transports, hébergement et restauration                                    | 13      | 27,1 %  | (30 %)      |
| Information et communication                                                                              | 2       | 4,2 %   | (2,2 %)     |
| Activités immobilières                                                                                    | 4       | 8,3 %   | (4,1 %)     |
| Activités spécialisées, scientifiques et techniques et activités de services administratifs et de soutien | 8       | 16,7 %  | (14,9 %)    |
| Administration publique, enseignement, santé humaine et action sociale                                    | 2       | 4,2 %   | (13,5 %)    |
| Autres activités de services                                                                              | 7       | 14,6 %  | (8,8 %)     |

Le secteur du commerce de gros et de détail, des transports, de l'hébergement et de la restauration est prépondérant sur la commune puisqu'il représente 27,1 % du nombre total d'établissements de la commune (13 sur les 48 entreprises implantées  à Mialet), contre 30 % au niveau départemental.

### Agriculture
|               | 1988 | 2000 | 2010 | 2020 |
| ------------- | ---- | ---- | ---- | ---- |
| Exploitations | 17   | 9    | 5    | 9    |
| SAU (ha)      | 149  | 224  | 12   | 95   |

La commune est dans les Cévennes, une petite région agricole occupant l'ouest du département du Gard. En 2020, l'orientation technico-économique de l'agriculture  sur la commune est l'élevage d'équidés et/ou d' autres herbivores. Neuf exploitations agricoles ayant leur siège dans la commune sont dénombrées lors du recensement agricole de 2020 (17 en 1988). La superficie agricole utilisée est de 95 ha,,.

## Culture locale et patrimoine

### Édifices civils
- Pont des Camisards  Classé MH (1974)[40]
- Pont des Abarines

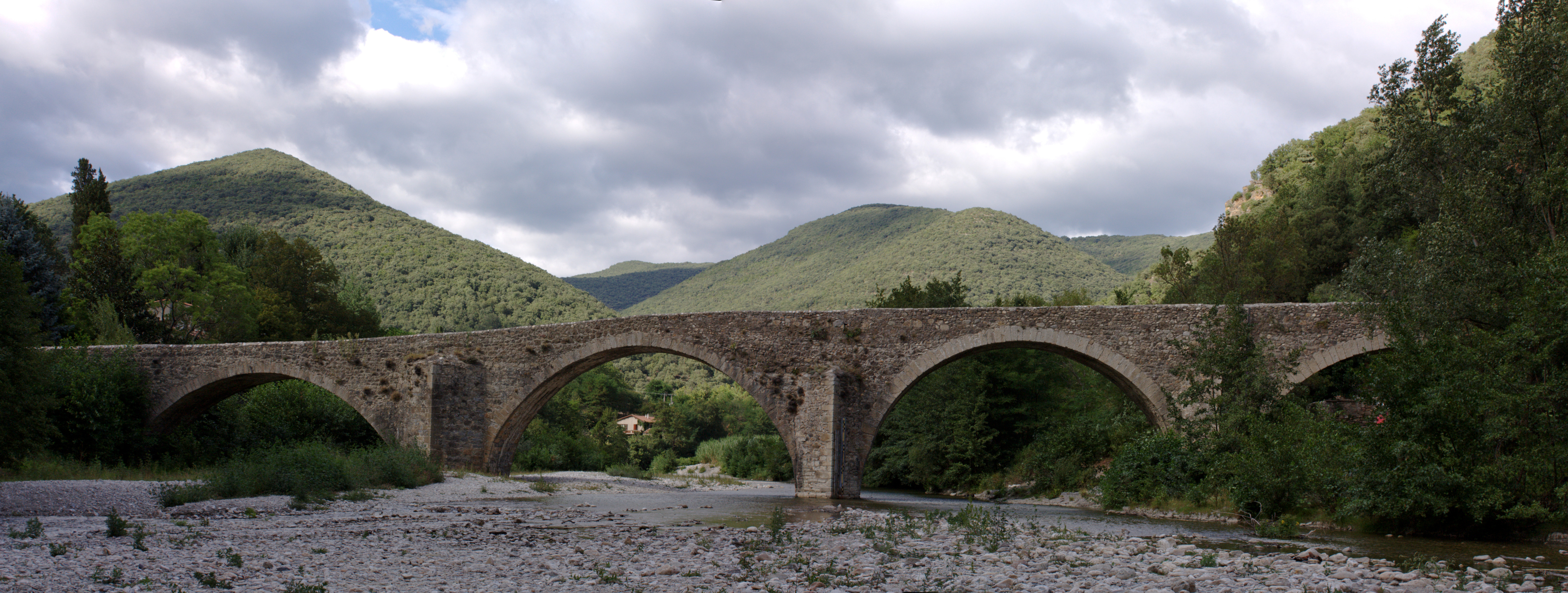
Vue du lit du Gardon.
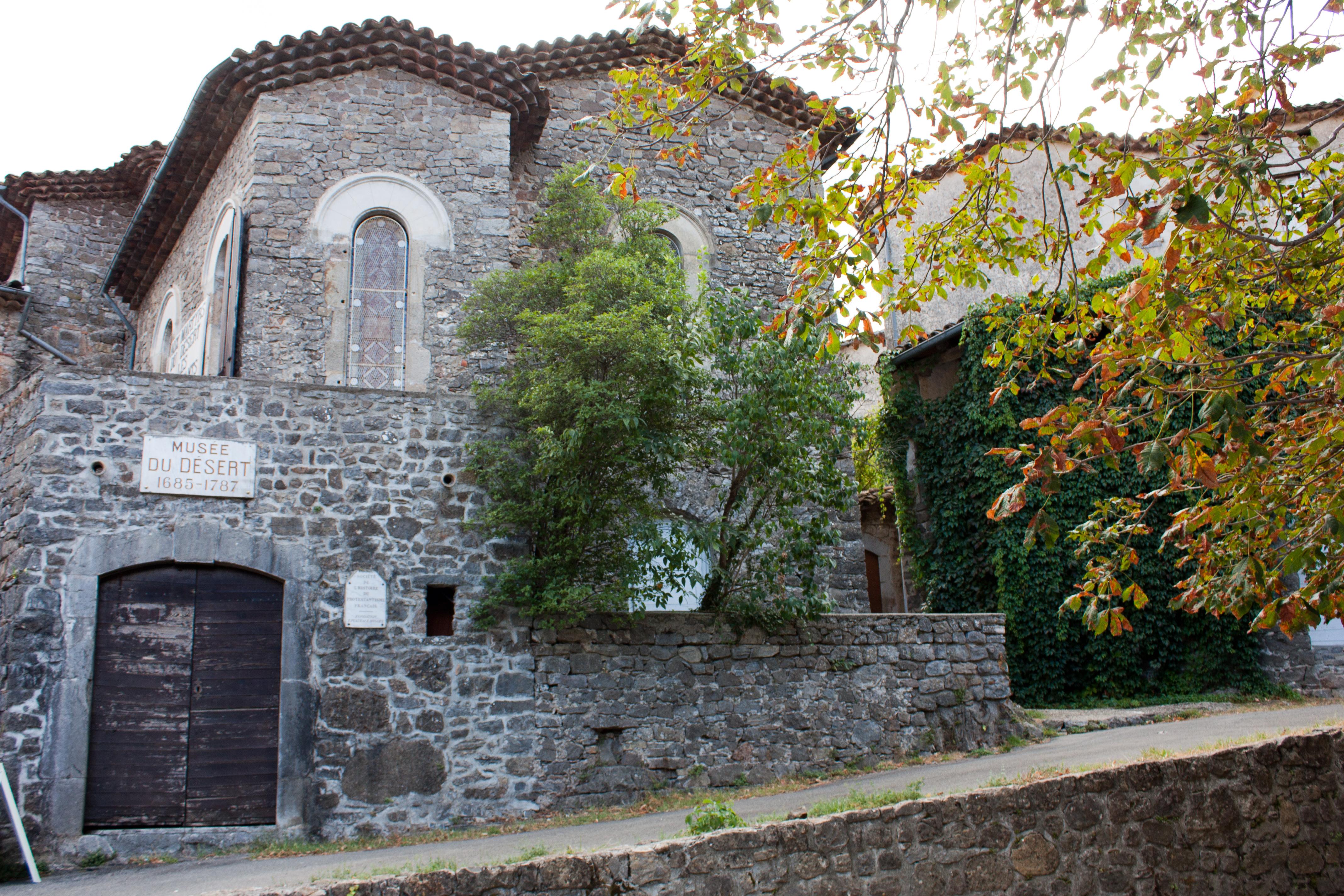
Musée du désert.

### Édifices religieux
- Église Saint-André de Mialet.
- Temple protestant de Mialet.

### Patrimoine culturel
- Le Mas Soubeyran, hameau de Mialet, maison natale de Pierre Laporte, aujourd'hui musée du Désert. Le mas est connu pour son Assemblée du Désert, réunion annuelle du protestantisme organisée par le musée chaque premier dimanche de septembre.

### Patrimoine environnemental
- Grotte de Trabuc
- Col d'Uglas sur le Chemin de Stevenson (GR70) et la RD 160, il a été emprunté par le Tour de France 1960.

### Personnalités liées à la commune
- Pierre Laporte dit Rolland. Né au Mas Soubeyran le 3 janvier 1680 et décédé au château de Castelnau Valence le 14 avril 1704. Chef des révoltés camisards en Cévennes, il était aussi surnommé le « Général des enfants de Dieu ».
- Georges Vaucher (1900-1982), spéléologue suisse, y est décédé.
- Henri Lindegaard (1925-1996), pasteur et artiste, a longtemps vécu au Mas Soubeyran, où il exposait ses œuvres et organisait des stages d'aquarelle deux fois par an pendant près de 30 ans.

## Héraldique
| Blason de Mialet | Blason  | D'azur, à une épée d'or mise en pal.             |
| Blason de Mialet | Détails | Le statut officiel du blason reste à déterminer. |